# Charles Piazzi Smyth
Charles Piazzi Smyth (Napoli, 1819 – Clova, 1900) è stato un astronomo britannico.

## Biografia
Educato fin dall'infanzia all'astronomia, il suo padrino fu il celebre astronomo Giuseppe Piazzi.
Assistente al Capo di Buona Speranza, divenne nel 1854 astronomo reale scozzese. Insegnante universitario ad Edimburgo, sostenne che gli osservatori si sarebbero dovuti costruire in alta montagna, al fine di poter scrutare meglio il cielo.
Come il padre, il geografo William Henry Smyth, compì lunghi e numerosi viaggi.
Condusse studi sulle aurore polari che gli valsero numerosi premi. Discreto egittologo, studiò le piramidi egizie, arrivando ad affermare che queste erano state costruite secondo precisi criteri matematici che, attraverso formule, davano le date degli avvenimenti più importanti della Storia.
Per queste non confermate ricerche fu definito da alcuni, in segno di scherno, un piramidiota